# Compuerta tipo sector
Una Compuerta tipo sector es una compuerta utilizada en vertederos de presas, es manipulada utilizando el desnivel de agua creado por estas, no requiere de equipo mecánico para su operación.
La necesidad de contar con una cámara donde se abate la compuerta hace que el vertedero no pueda tener la forma óptima, lo que incrementa el volumen de hormigón del mismo.
Su utilización y características son semejantes a la compuerta tipo tambor.